# The Ride to Happiness
The Ride to Happiness by Tomorrowland is een stalen draaiende achtbaan van de Duitse achtbaanbouwer Mack Rides in het Belgische pretpark Plopsaland Belgium.
Deze achtbaan opende op 1 juli 2021 in zogenaamde soft opening. De officiële openingsceremonie vond plaats op 21 juli 2021. De achtbaan is de tweede achtbaan van het type Xtreme Spinning Coaster en de eerste in Europa. The Ride to Happiness omvat twee lanceringen, vijf inversies, een maximale hoogte van 35 meter en een snelheid van 90 km/u. 

## Geschiedenis
De eerste plannen voor de uitbreiding van Plopsaland Belgium met een nieuwe spectaculaire achtbaan dateren uit 2018. Op dat moment was niet beslist in welk type attractie het park zou investeren. De eerste geruchten voor de interesse in een Xtreme Spinning Coaster van de Duitse attractiebouwer Mack Rides doken op nadat Plopsa CEO Steve Van den Kerkhof een bezoek bracht aan het Amerikaanse pretpark Silver Dollar City.
Op 20 oktober 2019 werd de aanvraag voor een omgevingsvergunning ingediend in het Vlaamse omgevingsloket, waardoor ook de exacte locatie en grondplannen van de attractie publiek zijn gemaakt. Er werd hierbij de werktitel Robospinner gebruikt. Op een bijeenkomst voor pretparkfans op 21 december 2019 maakte Plopsa-CEO Steve Van den Kerkhof officieel bekend dat de keuze was gevallen voor een Xtreme Spinning Coaster van Mack Rides en dat de opening van de nieuwe baan voorzien is in 2021. Er werd eveneens een eerste simulatievideo vertoond van de nieuwe attractie.
Het park investeert 17,5 miljoen euro in de attractie, decoratie en omgevingsaanleg.

## Bouw
De bouw van de achtbaan is van start gegaan in het najaar van 2019, met het wegnemen van verscheidene bomen waar voorheen een deel van het sprookjesbos te vinden was. In het voorjaar van 2020 zijn de funderingen gebouwd in de vijver van het park en in het gebied van attractie SuperSplash. De eerste onderdelen van de baan zijn geleverd op 14 september 2020. De opbouw van de constructie werd op 17 december 2020 voltooid.

## Thema
Bij de officiële aankondiging van de attractie werd het thema en de nieuwe werktitel Time Traveller gecommuniceerd.
Het park zou aanvankelijk een ‘ondergronds Parijs metrostation’ gebruiken als hoofdthema, niet gelinkt aan een figuur van Studio 100 of ander IP. Eind 2020 raakte bekend dat het park aan het kijken is om een ander thema toe te passen.
Op 15 januari 2021 is de officiële naam, The Ride to Happiness by Tomorrowland, bekendgemaakt. De attractie zal gedecoreerd worden naar specifieke kenmerken van het Belgische festival Tomorrowland met in detail de feeërieke sferen. Het park werkt hiervoor samen met het creatieve team van het festival. De soundtrack van het festival, de Tomorrowland Hymne gecomponeerd door Hans Zimmer, zal eveneens gebruikt worden als onderdeel van de omgevingsmuziek en tijdens de rit.

## Incident
Op 19 februari 2022 liep rond 17:15 uur een van de treinen vast op het hoogste punt van de baan, direct na de eerste lancering. Negen bezoekers zaten vervolgens urenlang vast. Op dit deel van de baan zijn geen evacuatieplatforms, waardoor een mobiele telescoopkraan ter plaatse moest komen om de bezoekers te bevrijden. Omstreeks 23:30 uur werden de laatste bezoekers veilig aan grond gezet. De achtbaan was na het incident tot 27 februari 2022 gesloten voor onderzoek.